# Кръстата казарма
Музей „Кръстата казарма“ е част от регионалния музеен комплекс във Видин. Намира се на ул. „Княз Борис I“ № 26.

## История
Кръстатата казарма е построена по поръчка на местния владетел Осман Пазвантоглу през 1801 г. за нуждите на османските войски в града. На неговото място преди това се намира градината на Стария сарай (двореца на пашата). Покрит дървен мост я свързва с построената в съседство оръжейна работилница. След Освобождението служи за съд и за казарма на българската войска.
В двора е била построена часовникова кула, но постройката не е запазена.

## Архитектура
Сградата е в рядката за строителството форма на правилен геометричен кръст и поради своята уникалност е обявена за паметник на културата от местно значение.
Тя е масивна двуетажна постройка, във формата на равнораменен кръст със застроена площ към 1260 м2. Всяко крило е с коридорна планова схема при различно разположение на помещенията. Не е известно първоначалното вътрешно разпределение на сградата, тъй като е променяно няколко пъти съобразно изискванията на новите служби и функции. Стълбите, свързващи 2-те нива, също са преустройвани многократно и не са известни оригиналните им място и вид. Стените в приземния и горния етаж са изградени от камък и тухли на варо-пясъчен разтвор.
Във вътрешното пространство на казармата особено внушителни са 4-те стълба с отсечени ъгли, галерията, подчертаната монументалност на средищното ниво, решено чрез 2 етажа. Ходовата линия е естествено насочена към 4-те срещуположно разположени на нивото на двата етажа коридори. Централното ядро е сред най-представителните части на сградата.
Обособени са 4 почти самостоятелни вътрешни двора. Входовете в сградата, разположени в ъглите по диагоналите на средищното квадратно ядро, определят развитието на 2 нови оси, различни от осовите линии на самата сграда на казармата (по коридорите на нейните крила).
През 1965 – 1967 година сградата е реставрирана и приспособена за музей. Отново е реставрирана и укрепена по проект на стойност 1,5 млн. лв., финансиран главно от ЕС, завършен в началото на 2013 година. Година по-късно сградата се пропуква (където са били пукнатините и преди ремонта), покривът тече, а музеят все още е затворен, тъй като не са отпуснати необходимите 0,5 млн. лв. за витрини.

## Експозиция
От 1969 година в сградата е уредена етнографска експозиция, представяща традиционната култура на населението от Видинска област от края на XIX век до 1920-те години. Артефактите заемат двата основни етажа, в няколко зали са изложени особено ценни експонати, разказващи за живота и бита на местните хора. Сред най-интересните са тези, които показват обредни и традиционни носии от региона. Облекло и предмети от градския бит илюстрират връзките на Видин предимно с европейски страни. Обяснителните текстове са на 5 езика – български, руски, английски, немски и френски, което значително улеснява посетителите.